# النخيلة (خنفر)

تعديل مصدري - تعديل

النخيله هي إحدى قرى عزلة جعار بمديرية خنفر التابعة لمحافظة أبين، بلغ تعداد سكانها 237 نسمة حسب تعداد اليمن لعام 2004.